# Phalonidia elderana
Phalonidia elderana es una especie de polilla del género Phalonidia, categorizada en la tribu Cochylini, de la subfamilia Tortricinae.

## Distribución
Se distribuye por América del Norte: Estados Unidos, en el estado de Nueva Jersey.

## Taxonomía
Fue descrita por Kearfott en 1907.
Tratamiento taxonómico
La especie aparece registrada y publicada en Trans. Am. ent. Soc. 33: 84.